# MZ – Motorradwerk Zschopau
MZ – Motorradwerk Zschopau je njemačka tvornica motocikala osnovana 1956. godine u Zschopau (Saskoj) u istočnom dijelu Njemačke.

### Povijest
Tvornicu je utemeljio danski poduzetnik Jørgen Skafte Rasmussen  (1878-1864) koji započinje s proizvodnjom motocikala pod nazivom DKW („Dampf Kraft Wagen“, ili prema nekim izvorima „Das Kleine Wunder“, „Das Knaben Wunsch“ prema nazivima proizvoda). Tridesetih godina prošlog stoljeća se ujedinjuje s Audijem, Horchom i Wandererom iz Saske te ujedinjeni postaju Auto Union odakle i današnja četiri kruga na logotipu tvornice Audi. U to vrijeme, do kraja II. Svjetskog rata DKW postaje jedna od najvećih tvornica motocikala na svijetu. Nakon drugog svjetskog rata ostaje na području Istočne Njemačke (DDR) i rasformirava kao ratna odšteta. Pogon je premješten u SSSR, a dopuštenja za proizvodnju modela RT 125 se kao ratna reparacija dodjeljuje tvornicama širom svijeta. Četrdesetih godina dvadesetog stoljeća mijenja ime u IFA (Industrieverband Fahrzeugbau), a nakon toga u MZ. Motocikli proizvedeni u ovoj tvornici postaju najprodavaniji motocikli u istočnom dijelu Europe, ali i u mnogim državama socijalističkog uređenja. Šezdesetih godina dvadesetog stoljeća motocikli tvornice MZ postaju vodeći u Trial natjecanjima.
Osnovna koncepcija zrakom hlađenih dvotaktnih motora zadržala se do devedesetih godina dvadesetog stoljeća što je kod kupaca nailazilo na oprečna mišljenja. Jedni su zagovarali tu koncepciju zbog jednostavnosti i robusnosti, protivnici su prigovarali što se ne ide ukorak s tadašnjom tehnologijom.
Devedesetih godina započinje proizvodnja motocikala suvremene koncepcije u pogledu pogonskog agregata i samog izgleda modela, ali konkurencija je ipak bila prejaka i tvornica MZ prestaje s proizvodnjom motocikala. Na području Njemačke jedini veliki proizvođač motocikala ostaje bavarski BMW.

### Kronologija
1904. Jørgen Skafte Rasmussen (1878-1964 Danska) kupuje praznu tvornicu tekstila u Zwickau (Saska, Njemačka)
1912. Tvrtka posluje pod imenom Zschopauer Maschinenfabrik JS Rasmussen
1917. Tvornica razvija motor na parni pogon (Dampf-Kraft-Wagen)
1919. Započinje prodaja malih dvotaktnih pomoćnih motora za bicikle
1922. Proizvodnja prvih motocikala
1923. Tvrtka mijenja naziv u DKW 
1928. Udružuje se s tvornicom Audi Werke (Zwickau, Saska, Njemačka)
1929. DKW postaje najveći proizvođač motocikala na svijetu 
1932. Nastanak ujedinjene tvrtke Auto Union (Audi, DKW, Horch, Wanderer)
1939. Razvoj motocikla DKW RT 125
1945. Tvornica je uništena, poslijeratnom podjelom Njemačke nalazi se na teritoriju Sovjetske okupacijske zone (Istočna Njemačka / Njemačka demokratska republika DDR)
1946. Preostali pogon tvornice se premješta u Izhevsk (SSSR) kao ratna odšteta. Modeli DKW RT 125 se proizvode kao BSA Bantam (Velika Britanija), Harley Davidson Hummer (SAD), M-1A Moskva (SSSR - Rusija), Minsk M1A (SSSR - Bjelorusija), SHL (Poljska). Nacrti su osim navedenima dodijeljeni i tvornicama u Japanu, Italiji, Njemačkoj, Bugarskoj... kao ratna odšteta.
1948. Tvornica je preimenovana u IFA (Industrieverband Fahrzeugbau)
1950. Započinje proizvodnja predratnog modela RT 125 (s manjim izmjenama na motociklu) pod nazivom IFA 125 RT
1952. Započinje proizvodnja motora BK 350 s dvotaktnim boxer motorom, kardanskim prijenosom i bočnom prikolicom
1956. Tvornica mijenja ime u VEB Motorradwerk Zschopau i svi modeli tvornice od tada nose ime MZ
1962. Započinje proizvodnja modela s oznakom ES
1972. MZ preuzima od tvornice Stoye proizvodnju bočnih prikolica 
1973. Započinje proizvodnja modela s oznakom TS
1981. Započinje proizvodnja modela s oznakom ETZ
1990. Privatizacija tvornice
1991. Ugradnja prvih četverotaktnih motora
1992. Tvornica mijenja ime u MuZ (Motorrad und Zweiradwerke)
1993. MuZ prodaje prava na proizvodnju turskom poduzeću Kanuni gdje se nastavlja proizvodnja
1994. Započinje proizvodnja motora suvremene koncepcije
1996. Hong Leong Industries (Malezija) postaje vlasnik tvrtke MuZ
2008. Tvornica prestaje s radom
2009. Ralf Waldmann i Martin Wimmer kupuju tvornicu MZ (Motorenwerke Zschopau GmbH)
2013. Tvornica prestaje s radom, dug prema tvornici postaje prevelik

### Sport
Pobjednik natjecanja svjetskog prvenstva „Six Days Trophy“ u godini: 1963, 1964, 1965, 1966, 1967, 1969, 1987. 

### Modeli
IFA
| Model    | G. proizvodnje | Proizvedeno              | Motor      | Zapremina | Snaga   |
| -------- | -------------- | ------------------------ | ---------- | --------- | ------- |
| RT 125   | 1950 – 1954    | 30.199                   | 2T         | 123 cm3   | 4,75 KS |
| BK 350   | 1952 – 1956    | 42.983 (ukupno IFA i MZ) | 2T (Boxer) | 343 cm3   | 15 KS   |
| RT 125/1 | 1954 – 1956    | 33.148                   | 2T         | 123 cm3   | 5,5 KS  |

MZ
| Model               | G. proizvodnje | Proizvedeno                           | Motor      | Zapremina | Snaga                                                   |
| ------------------- | -------------- | ------------------------------------- | ---------- | --------- | ------------------------------------------------------- |
| RT 125/2            | 1956 – 1959    | 55.424                                | 2T         | 123 cm3   | 6 KS                                                    |
| ES 250 (Doppelport) | 1956 – 1957    | 150.236 (ukupno Doppelport i Einport) | 2T         | 250 cm3   | 12,5 KS                                                 |
| ES 250 (Einport)    | 1957 – 1962    | 150.236 (ukupno Doppelport i Einport) | 2T         | 250 cm3   | 14,25 KS                                                |
| ES 175              | 1957 – 1962    | 43.222                                | 2T         | 172 cm3   | 10 KS                                                   |
| BK 350              | 1956 – 1958    | 42.983 (ukupno IFA i MZ)              | 2T (Boxer) | 343 cm3   | 17 KS                                                   |
| RT 125/3            | 1959 – 1962    | 143.035                               | 2T         | 123 cm3   | 6,5 KS                                                  |
| ES 175/1            | 1962 – 1967    | 46.086                                | 2T         | 172 cm3   | 12 KS                                                   |
| ES 250/1            | 1962 – 1967    | 49.973                                | 2T         | 250 cm3   | 16 KS                                                   |
| ES 125              | 1962 – 1969    | 63.526                                | 2T         | 123 cm3   | 8,5 KS                                                  |
| ES 150              | 1962 – 1969    | 190.585                               | 2T         | 143 cm3   | 10 KS                                                   |
| ES 300              | 1963 – 1965    | 7.786                                 | 2T         | 293 cm3   | 18,5 KS                                                 |
| ES 175/2 (Trophy)   | 1967 – 1972    | 40.500                                | 2T         | 172 cm3   | 14 KS                                                   |
| ES 250/2 A (Trophy) | 1967 – 1973    | 20.000                                | 2T         | 243 cm3   | 17,5 KS (od 1969. 19 KS)                                |
| ES 250/2 (Trophy)   | 1967 – 1973    | 128.989                               | 2T         | 243 cm3   | 17,5 KS (od 1969 19 KS, inačica za zap. Njemačku 17 KS) |
| ETS 250             | 1969 – 1973    | 16.266                                | 2T         | 243 cm3   | 19 KS (inačica za zap. Njemačku 17 KS)                  |
| ETS 250 (Eskort)    | 1969 – 1973    | 60                                    | 2T         | 243 cm3   | 19 KS                                                   |
| ETS 125             | 1969 – 1973    | 4.860                                 | 2T         | 123 cm3   | 10 KS                                                   |
| ETS 150             | 1969 – 1973    | 14.042                                | 2T         | 143 cm3   | 11,5 KS                                                 |
| ES 125/1            | 1969 – 1978    | 336.473                               | 2T         | 123 cm3   | 10 KS                                                   |
| ES 150/1            | 1969 – 1978    | 309.414                               | 2T         | 143 cm3   | 11,5 KS                                                 |
| TS 250              | 1973 – 1976    | 110.899                               | 2T         | 243 cm3   | 19 KS (inačica za zap. Njemačku 17 KS)                  |
| TS 250 A            | 1973 – 1976    | nepoznato                             | 2T         | 243 cm3   | 19 KS                                                   |
| TS 250 VP           | 1973 – 1976    | nepoznato                             | 2T         | 243 cm3   | 19 KS                                                   |
| TS 125              | 1973 – 1985    | 200.000                               | 2T         | 123 cm3   | 10 KS                                                   |
| TS 150              | 1973 – 1985    | 200.000                               | 2T         | 143 cm3   | 11,5 KS                                                 |
| TS 250/1            | 1976 – 1981    | 140.000                               | 2T         | 243 cm3   | 19 KS (inačica za zap. Njemačku 17 KS)                  |
| TS 250/1 A          | 1976 – 1981    | nepoznato                             | 2T         | 243 cm3   | 19 KS                                                   |
| ETZ 250             | 1981 – 1989    | 239.417                               | 2T         | 243 cm3   | 21 KS                                                   |
| ETZ 250 De Luxe     | 1981 – 1989    | nepoznato                             | 2T         | 243 cm3   | 21 KS (inačica za zap. Njemačku 17 KS)                  |
| ETZ 250 VP          | 1981 – 1989    | nepoznato                             | 2T         | 243 cm3   | 17 KS                                                   |
| ETZ 250 A           | 1981 – 1989    | nepoznato                             | 2T         | 243 cm3   | 17 KS                                                   |
| ETZ 125             | 1985 – 1991    | 34.381                                | 2T         | 143 cm3   | 10,2 KS                                                 |
| ETZ 150             | 1985 – 1991    | 198.016                               | 2T         | 143 cm3   | 12,2 KS                                                 |
| ETZ 150 De Luxe     | 1985 – 1991    | nepoznato                             | 2T         | 143 cm3   | 14,3 KS (inačica za zap. Njemačku 10,5 KS)              |
| ETZ 251             | 1989 – 1991    | 68.259                                | 2T         | 243 cm3   | 21 KS                                                   |
| ETZ 251 De Luxe     | 1989 – 1991    | 68.259                                | 2T         | 243 cm3   | 21 KS (inačica za zap. Njemačku 17 KS)                  |
| ETZ 301             | 1990 – 1991    | 2.223                                 | 2T         | 243 cm3   | 23 KS                                                   |
| 500 R               | 1991 – 1992    | 1.036                                 | 4T         | 494 cm3   | 27                                                      |

MuZ
| Model               | G. proizvodnje           | Proizvedeno                             | Motor          | Zapremina | Snaga         |
| ------------------- | ------------------------ | --------------------------------------- | -------------- | --------- | ------------- |
| ETZ 251 Tour        | 1992 – 1994              | 2073 (ukupno svi Tour/Fun 2T modeli)    | 2T             | 243 cm3   | 17 KS         |
| ETZ 301 Tour        | 1992 – 1994              | 2073 (ukupno svi Tour/Fun 2T modeli)    | 2T (Boxer)     | 243 cm3   | 23 KS         |
| ETZ 251 Fun         | 1992 – 1994              | 2073 (ukupno svi Tour/Fun 2T modeli)    | 2T             | 243 cm3   | 17 KS         |
| ETZ 301 Fun         | 1992 – 1994              | 2073 (ukupno svi Tour/Fun 2T modeli)    | 2T             | 243 cm3   | 23 KS         |
| 500 Polizei         | 1992 – 1994              | nepoznato                               | 4T             | 494 cm3   | 27 KS         |
| 500 Tour            | 1992 – 1994              | 2408 (ukupno svi 500 modeli izuzev „R“) | 4T             | 494 cm3   | 27 KS         |
| 500 Fun             | 1992 – 1994              | 2408 (ukupno svi 500 modeli izuzev „R“) | 4T             | 494 cm3   | 27 KS         |
| 500 Country         | 1992 – 1997              | 2408 (ukupno svi 500 modeli izuzev „R“) | 4T             | 494 cm3   | 34 KS         |
| 500 Silver Star     | 1992 – 1997              | 2408 (ukupno svi 500 modeli izuzev „R“) | 4T             | 494 cm3   | 34 KS         |
| ETZ 125 Roadstar    | 1992 – 1994              | 672                                     | 2T             | 123 cm3   | 15 KS         |
| ETZ 125 Sportstar   | 1992 – 1996              | 2.339                                   | 2T             | 123 cm3   | 15 KS         |
| B RT 125 Roadstar   | 1996                     | 600                                     | 2T             | 123 cm3   | 9,5 KS        |
| Skorpion Sport      | 1994 – 1999              | 4,125 (Ukupno svi Skorpion modeli)      | 4T             | 659 cm3   | 48 KS (34 KS) |
| Skorpion Tour       | 1994 – 1997, 1999 – 2002 | 4,125 (Ukupno svi Skorpion modeli)      | 4T             | 659 cm3   | 48 KS (34 KS) |
| Skorpion Traveller  | 1994 – 2002              | 4,125 (Ukupno svi Skorpion modeli)      | 4T             | 659 cm3   | 48 KS (34 KS) |
| Skorpion Replica    | 1994 – 1999              | 4,125 (Ukupno svi Skorpion modeli)      | 4T             | 659 cm3   | 50 KS         |
| Skorpion Cup        | 1996 – 2002              | 4,125 (Ukupno svi Skorpion modeli)      | 4T             | 659 cm3   | 48 KS (34 KS) |
| Charly              | 1994 –                   | nepoznato                               | Elektro skuter |           | 0,75 KS       |
| Mastiff             | 1998 –                   | 4.527                                   | 4T             | 659 cm3   | 50 KS (34 KS) |
| Baghira             | 1998 –                   | nepoznato                               | 4T             | 659 cm3   | 50 KS (34 KS) |
| Baghira Street Moto | 1999 –                   | nepoznato                               | 4T             | 659 cm3   | 50 KS (34 KS) |
| Moskito             | 1997 –                   | 1.139                                   | 2T             | 49 cm3    | 5,3 KS        |
| RT 125              | 2000 –                   | nepoznato                               | 4T             | 124 cm3   | 15 KS         |

MZ
| Model       | G. proizvodnje | Proizvedeno | Motor | Zapremina | Snaga          |
| ----------- | -------------- | ----------- | ----- | --------- | -------------- |
| RT 125 SX   | 2001 –         | nepoznato   | 4T    | 124 cm3   | 15 KS          |
| RT 125 SM   | 2000 –         | nepoznato   | 4T    | 124 cm3   | 15 KS          |
| 1000 S      | 2004 –         | nepoznato   | 4T    | 996 cm3   | 117 KS         |
| 1000 SF     | 2005 –         | nepoznato   | 4T    | 996 cm3   | 111 KS (98 KS) |
| RT 125 NATO | 2004 –         | nepoznato   | 4T    | 124 cm3   | 15 KS          |

Bočna prikolica
| Model                 | G. proizvodnje | Proizvedeno | Motor | Zapremina | Snaga |
| --------------------- | -------------- | ----------- | ----- | --------- | ----- |
| Superelastik putnička | –              | –           | –     | –         | –     |
| Superelastik teretna  | –              | –           | –     | –         | –     |

### Značenje oznaka modela:
RT – Reichstyp
BK – Boxer-Kardan
ES – Einzylinder-Schwinge
ETS – Einzylinder-Telegabel-Schwinge
Trophy – Iako su nosili službeni naziv „ES“, natpis „Trophy“ je na nekim modelima označavao pobjede na natjecanjima „International Six Days World Trophy“ (1963, 1964, 1965, 1966, 1967, 1969).
TS – Telegabel-Schwinge
ETZ – Einzylinder-Telegabel-Zentralkastenrahmen
Eskort – Modeli proizvedeni za državnu službu i predsjedničku pratnju
A – Armee (vojni model)
VP – Volks Polizei (policijski modeli)

## Vanjske poveznice
- MZ forum Hrvatska